# Municipio García
García o José María García es un municipio situado en la parte oriental del Estado Nueva Esparta, en la Isla de Margarita, limita con el Mar Caribe y con los municipios Arismendi, Mariño y Díaz, en Venezuela.

## Historia
El Municipio García recibe su nombre del prócer almirante José María García. Formaba parte del antiguo Distrito Mariño hasta 1988 cuando se crearon los municipios autónomos según la Ley sancionada en 1987.

## Geografía
Su capital es El Valle del Espíritu Santo, lugar donde se le rinde homenaje a la venerada Virgen del Valle. El urbanismo ha ocupado lugar preponderante en este territorio donde la actividad predominante es el comercio, el turismo y la pesca. Cuenta con 85 kilómetros cuadrados de superficie y una población aproximada de 50.112 habitantes.

### Organización parroquial
| Parroquia         | Superficie | Población (2010) | Densidad |
| ----------------- | ---------- | ---------------- | -------- |
| Francisco Fajardo | km²        | hab.             | hab./km² |
| Capital García    | km²        | hab.             | hab./km² |
| Municipio García  | km²        | hab.             | hab./km² |

## Infraestructura

### Seguridad

#### Cárceles
La principal cárcel del Estado Nueva Esparta, se localiza en el municipio García y es el Centro Penitenciario de San Antonio.

## Religión

### Patrona
Su santa patrona es Nuestra Señora del Valle, patrona del oriente de la República y de la Marina de Guerra de Venezuela; a la cual se le tributan grandes festividades el día 8 de septiembre “Día de la Virgen” y durante todo el mes de septiembre.

## Símbolos

### Escudo
El escudo del Municipio “José María García”, fue diseñado por profesor y editor de esta revista, Rómulo Cardona; pintado y presentado por el profesor Simón Noriega.
El Himno: Letra: Regulo Hernández / Música: Alberto Valderrama P. / Arreglo: Silvio Valdivieso.

## Economía
En la jurisdicción de este municipio está ubicada la planta de generación termoeléctrica Luisa Cáceres de Arismendi, la cual sirve como apoyo a la electricidad proveniente desde Tierra Firme por medio del cable submarino que llega al sector Punta Mosquito. También en dicho sector se encuentra el punto de llegada del acueducto submarino proveniente del estado Sucre.

### Turismo
- Parque nacional Cerro Copey: establecido por decreto n.º 1.632 del 27/02/1974. Ubicado al norte de la parte centro oriental de la Isla en jurisdicción de los municipios Arismendi, García, Gómez y Díaz, comprende una superficie de 7.130 hectáreas, rodeado de valles y planicies, donde se asientan varias poblaciones y pequeñas comunidades. Su altura máxima es de 900 metros sobre el nivel del mar.

- Monumento Natural Laguna de Las Marites: declarado mediante decreto n.º 1.633 del 27/02/1974. Comprende una superficie de 3.680 hectáreas, está situada al sur de Margarita y forma parte de los municipios García, Díaz y Mariño. Es una laguna poco profunda y se comunica con el mar por una boca estrecha, es la segunda laguna en extensión después de La Restinga. En la avifauna marina se cuentan alcatraces y tijeretas, anteriormente conformaba su hábitat el caimán de la costa y la corocora roja. También por frondosos manglares de las especies mangle rojo, mangle negro, mangle blanco y mangle bastoncillo.

- Casa Museo General en Jefe Santiago Marino: ubicada en un lugar privilegiado detrás de la plazoleta de la Basílica de El Valle. Es precisamente el lugar donde nació el General Santiago Mariño, por lo cual es monumento de valor histórico.

- Museo Diocesano: donde se guardan con mucho celo las reliquias donadas a la virgen por los favores recibidos y los trajes bordados con perlas e hilos de plata por las manos de las mujeres devotas del pueblo.

- Mercado Municipal de Conejero: donde se expende la más variada gama de vegetales, frutas, hortalizas, aves, carnes, pescados frescos, ropa, lencería, zapatos, carteras y donde se puede dar un gusto al paladar al deleitarse con las famosas empanadas de cazón, queso, carne o de pabellón, acompañadas por un nutritivo jugo de frutas a escoger o si lo prefiere, degustar un sabroso sancocho de pescado acompañado de sendas arepas con nata, dentro de un ambiente de algarabía y cordialidad a precios solidarios.

Anteriormente existió en el sector El Silguero el Autocine Margarita, el único en su estilo en toda la Isla hasta que dejó de funcionar en el año 2002.

### Playas
En este municipio destaca principalmente la playa de La Isleta, ubicada al sur de la isla. Su nombre proviene del islote llamado Isla El Yaque, el cual se encuentra justo en la boca de la laguna de Las Marites. Cabe destacar que de este lugar parten embarcaciones con destino hacia la vecina Isla de Coche.

## Deportes

### Beisbol
Cuenta un espacio deportivo como el estadio Las Dos Villas en el sector Villa Rosa.

## Política y gobierno

### Alcaldes
| Período     | Alcalde                 | Partido político / Alianza | % de votos | Notas |
| ----------- | ----------------------- | -------------------------- | ---------- | --- |
| 1989 - 1992 | Toufik Hamana           | AD                         | 50,37      | Primer alcalde bajo elecciones directas                                                                                |
| 1992 - 1995 | Arsenio Rodríguez Anton | COPEI                      | 42,23      | Segundo alcalde bajo elecciones directas                                                                               |
| 1995 - 2000 | Arsenio Rodríguez Anton | COPEI                      | -          | Reelecto (se realizaron elecciones generales adelantadas en el 2000 debido a la aprobación de la Constitución de 1999) |
| 2000 - 2004 | Arsenio Rodríguez Anton | COPEI                      | 25,27      | Reelecto |
| 2004 - 2008 | Cruz Lairet             | MVR                        | 46,08      | Tercer alcalde bajo elecciones directas                                                                                |
| 2008 - 2013 | Freddy Hernández        | COPEI                      | 47,02      | Cuarto alcalde bajo elecciones directas (se postergan 1 año las elecciones municipales pautadas para finales del 2012) |
| 2013 - 2017 | Cruz Lairet             | PSUV                       | 56,90      | Quinto alcalde bajo elecciones directas                                                                                |
| 2017 - 2021 | Cruz Lairet             | PSUV                       | 72,92      | Reelecto |
| 2021 - 2025 | Cruz Lairet             | PSUV                       | 44,77      | Reelecto |

### Concejo municipal
Período 1989 - 1992
| Concejales:             | Partido político / Alianza |
| ----------------------- | -------------------------- |
| Antonio Sereno          | AD                         |
| José Luis Mata          | AD                         |
| Simón Salgado           | AD                         |
| Rogel Silva             | AD                         |
| Arsenio Rodríguez Antón | COPEI                      |
| Julio César Alfonzo     | COPEI                      |
| César Villarroel        | COPEI                      |

Período 1992 - 1995
| Concejales:      | Partido político / Alianza |
| ---------------- | -------------------------- |
| Carlos Medina    | COPEI                      |
| Lilia Bruzual    | COPEI                      |
| Abimael Millán   | COPEI                      |
| Nelson Hernández | COPEI                      |
| Carmen Urosa     | AD                         |
| Isaias Marcano   | AD                         |
| Felix Mata       | AD                         |

Período 1995 - 2000
| Concejales:        | Partido político / Alianza |
| ------------------ | -------------------------- |
| Carlos Medina      | COPEI                      |
| Pedro Córdoba      | COPEI                      |
| Nelson Hernandez   | COPEI                      |
| Grinaldo Rodríguez | AD                         |
| Isaias Marcano     | AD                         |
| Pedro Salazar Gil  | AD                         |
| José Carrión       | CONVERGENCIA               |

Período 2013 - 2018
| Concejales:      | Partido político / Alianza |
| ---------------- | -------------------------- |
| Carlos Velásquez | PSUV                       |
| Juan Estrada     | PSUV                       |
| Luis Malavé      | PSUV                       |
| Yul Armas        | PSUV                       |
| Guillermo Ochoa  | PSUV                       |
| Rafael Aumaitre  | PSUV                       |
| Pedro Cardona    | MUD                        |

Período 2018 - 2021
| Concejales       | Partido político / Alianza |
| ---------------- | -------------------------- |
| Henmanuel Cedeño | PSUV                       |
| Julio Garcia     | PSUV                       |
| Doris Rodríguez  | PSUV                       |
| Jonás Caraballo  | PSUV                       |
| Maria Carreño    | PSUV                       |
| Mayra Lairet     | PSUV                       |
| Luis Malave      | PSUV                       |

Período 2021 - 2025
| Concejales      | Partido político / Alianza |
| --------------- | -------------------------- |
| Nancys Reyes    | PSUV                       |
| Ines Amarista   | PSUV                       |
| Julio García    | PSUV                       |
| Jonás Caraballo | PSUV                       |
| Ruth España     | PSUV                       |
| Oscar Rosas     | LÁPIZ                      |
| Yohanny Araujo  | AD                         |